# NGC 7192
NGC 7192 (również PGC 68057) – galaktyka eliptyczna (E), znajdująca się w gwiazdozbiorze Indianina. Odkrył ją John Herschel 22 czerwca 1835 roku.